# Mount Brazeau
Mount Brazeau je hora v Národním parku Jasper, na jihozápadě provincie Alberta, v Kanadě. Leží několik kilometrů jihovýchodně od jezera Maligne Lake, v blízkosti pramene řeky Brazeau River.
Mount Brazeau je s nadmořskou výškou 3 500 metrů nejvyšší horou Central Front Ranges, které tvoří střední část Kanadských Skalnatých hor.
Náleží k nejvyšším vrcholům Kanadských Skalnatých hor.
Hora je pojmenovaná podle J. E. Brazeaua, překladatele, který vedle angličtiny, francouzštiny a španělštiny, mluvil šesti indiánskými jazyky a tlumočil při obchodech s kožešinami mezi Američany a indiány.